# Альфред Тайсоу
Альфред Ернест Тайсоу (англ. Alfred Ernest Tysoe; нар. 21 березня 1874 — пом. 26 жовтня 1901) — британський легкоатлет, який спеціалізувався в бігу на середні та довгі дистанції.

## Із життєпису
Дворазовий олімпійський чемпіон-1900 з бігу на 800 метрів та в командній першості на 5000 метрів.
Помер від плевриту у віці 27 років.

## Основні міжнародні виступи
| Рік  | Змагання         | Місто             | Місце | Дисципліна |
| ---- | ---------------- | ----------------- | ----- | ---------- |
| 1900 | Олімпійські ігри | Париж             | 1     | 800 м      |
| 1900 | 1                | 5000 м (командна) |       |            |